# Georges Wolinski

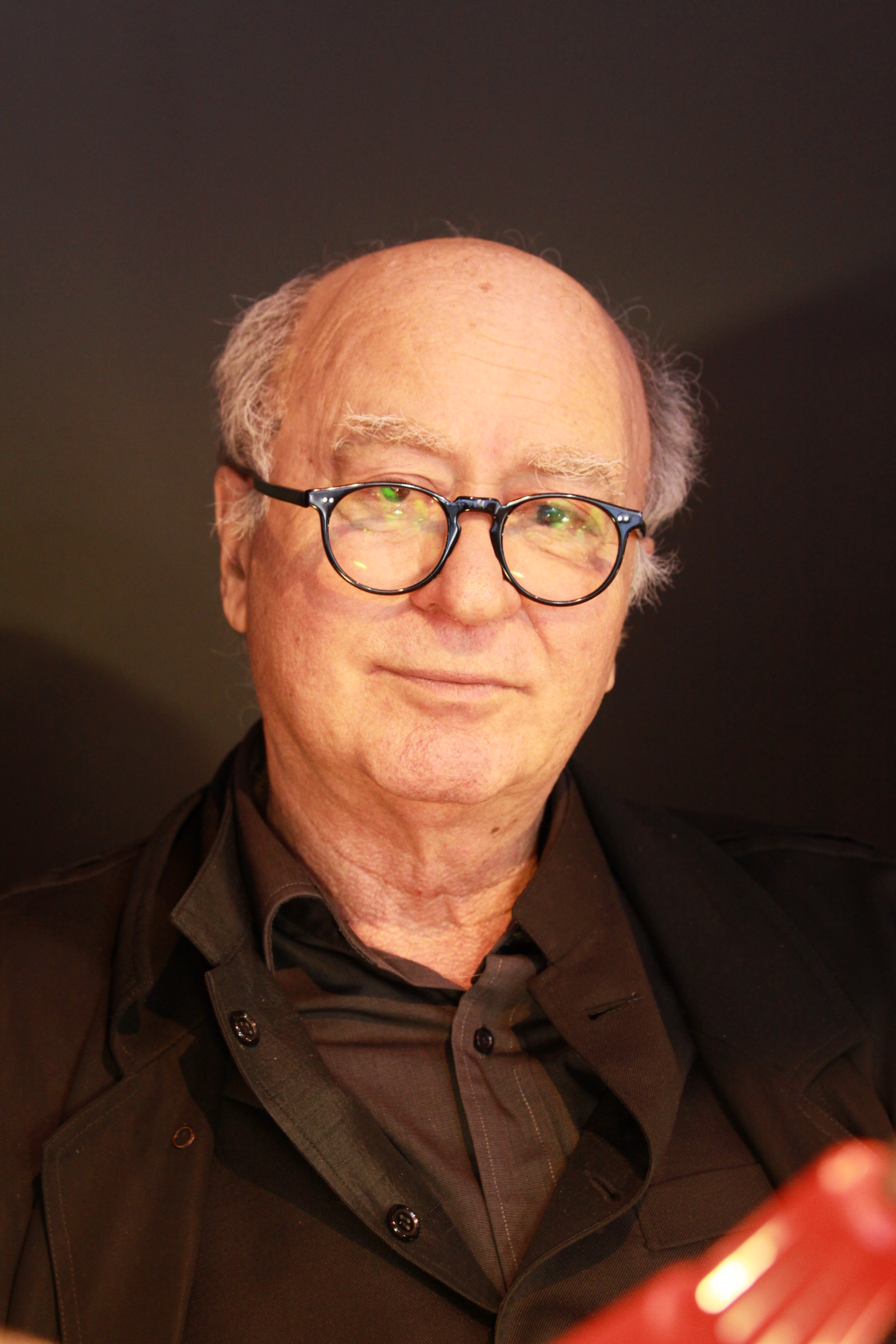
Georges Wolinski (2011)

Georges Wolinski (* 28. Juni 1934 in Tunis; † 7. Januar 2015 in Paris) war ein französischer Comiczeichner. Er kombinierte teilweise erotische, oft pornografische Bilder und linke bis linksradikale Politik. Er wurde bei dem Terroranschlag auf die Redaktion des Magazins Charlie Hebdo ermordet.

## Leben
Der Sohn von Siegfried Wolinski aus Polen und Lola Bembaron aus Tunesien, die  beide Juden waren, kam 1946 nach Frankreich. Nach einem nicht abgeschlossenen Architekturstudium in Paris begann Wolinski 1960 Comicstrips für die Satirezeitschrift Hara-Kiri zu zeichnen. Ab 1968 arbeitete er auch für das satirische Magazin L’Enragé und ab 1970 für Actuel. Er bemühte sich als Chefredakteur des Magazins Charlie Mensuel ab 1971 um die Aufnahme internationaler Comics und konnte neben Krazy Kat und Popeye unter anderem auch Comics von Guido Bruzzelli und José Antonio Muñoz veröffentlichen. Ab 1977 zeichnete er zudem regelmäßig Cartoons für die Tageszeitung L’Humanité. Auch in France Soir und Charlie Hebdo, dem wöchentlichen Nachfolger von Hara-Kiri, wurden seine Werke gedruckt. Dazu zählte insbesondere Monsieur, eine Serie kurzer Comicstrips, in denen sich zwei Franzosen – ein konservativer „Alleswisser“ und sein Konterpart, ein opportunistischer Stichwortgeber –, die von Wolinski mit nur wenigen Strichen, aber viel Text skizziert wurden, über aktuelle politische und gesellschaftliche Themen unterhalten.

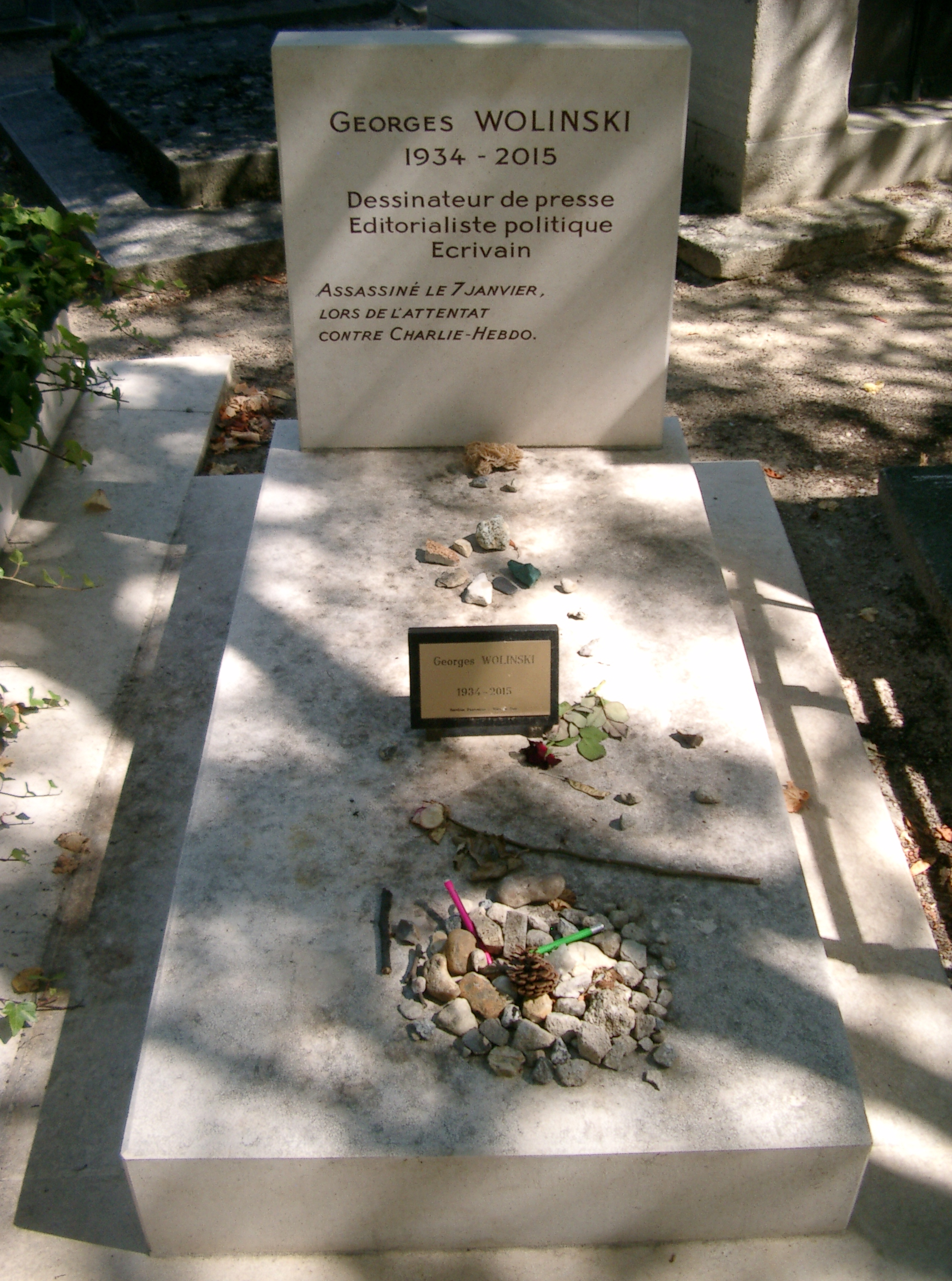
Grab von Georges Wolinski auf dem Friedhof Montparnasse

Sein bekanntestes Werk ist die Serie Paulette, die er als Autor ab 1971 mit dem Zeichner Georges Pichard entwickelte. Die einzelnen Folgen erschienen zunächst in Charlie Mensuel und wurden später in Alben veröffentlicht. Die Titelheldin ist eine junge Erbin, die in ihren Abenteuern vergewaltigt, erniedrigt und gefoltert wird. Wolinskis Erzählungen vermengen dabei literarische Gattungen und Handlungsorte; sie verwenden Muster und Stereotype der Trivialliteratur, die übertrieben und ironisiert werden.
Wolinski erhielt 2005 den Grand Prix de la Ville d’Angoulême auf dem Festival International de la Bande Dessinée d’Angoulême. Am 7. Januar 2015 wurde er bei dem Terroranschlag auf die Redaktion der französischen Satirezeitschrift Charlie Hebdo in Paris erschossen. Wolinski wurde auf dem Friedhof Montparnasse beigesetzt.
2016 wurde ein Asteroid nach ihm benannt: (293499) Wolinski.

## Werke
- Ils ne pensent qu'à ça, 1967 (deutsch Ich denke nur an das Eine)
- Paulette, gezeichnet von Pichard, 1971
- Les Français me font rire, 1975
- Cactus Joe : Et autres histoires, 1977
- Lettre ouverte à ma femme, 1978 (deutsch Schatz, das ist ein starkes Stück)
- J’étais un sale phallocrate, 1979 (deutsch Ich war ein schlimmer Phallokrat)
- Mon corps est à elles, 1979 (deutsch Meine Damen, mein Körper gehört Ihnen!)
- N’importe quoi : Dessins inconnus, 1948-78, 1979
- Pensées, 1982
- Junior, 1983  (deutsch Che – Das Erbe der verlorenen Revolte)
- Les femmes sont des hommes comme les autres, 2009
- Wolinski : 50 ans de dessins, 2012
- Vive la France !, 2013
- Le village des femmes, 2014
- Mes années 70, 2015